# Schwarzenberg (Svizzera)
Schwarzenberg (, toponimo tedesco) è un comune svizzero di 1 796 abitanti del Canton Lucerna, nel distretto di Lucerna Campagna.

## Geografia fisica

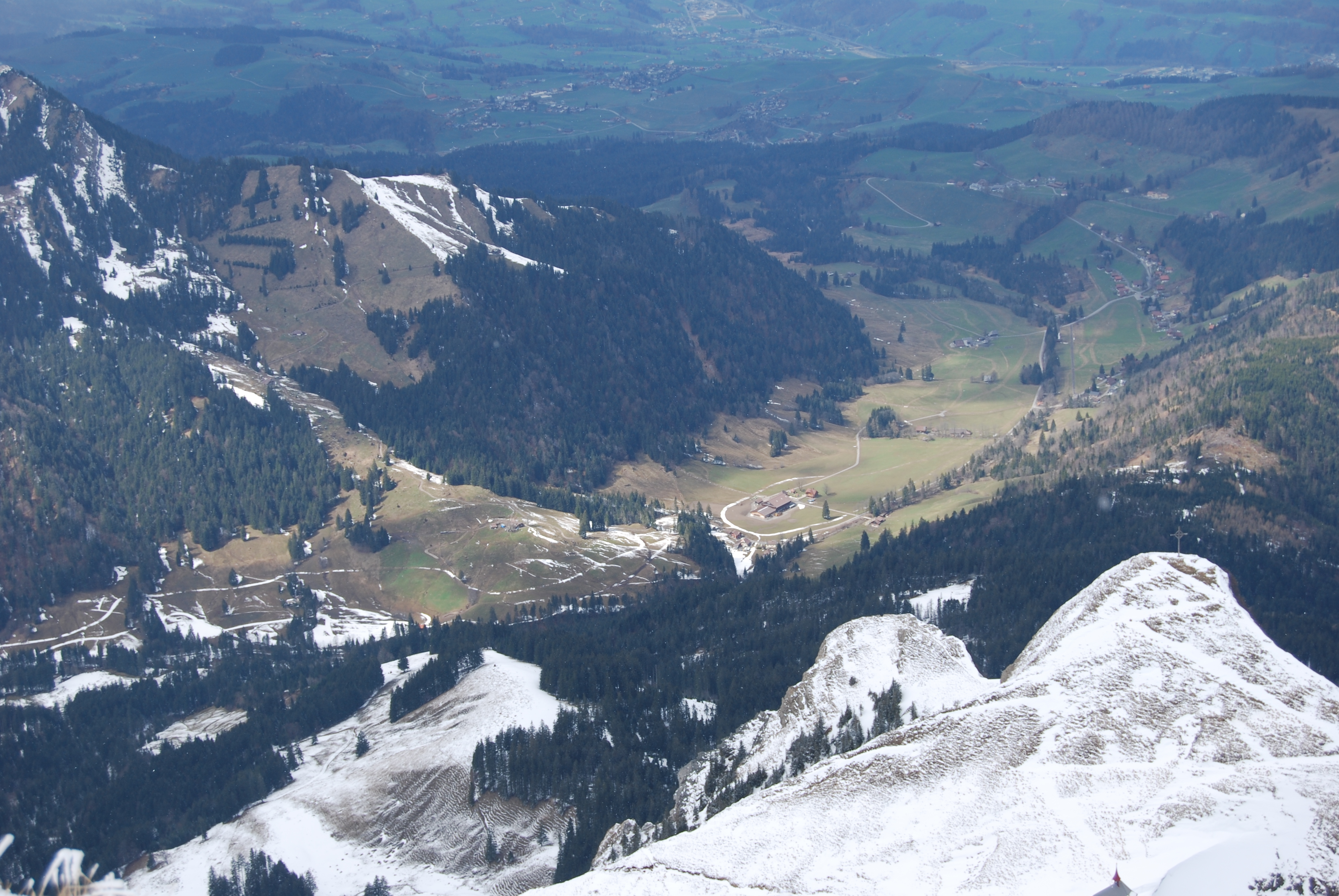
Schwarzenberg e la Eigental visti dal monte Pilatus

Il territorio del comune di Schwarzenberg si estende lungo il versante settentrionale del monte Pilatus e comprende la valle Eigental con gli insediamenti della frazione Eigenthal.

## Storia
Il comune di Schwarzenberg fu istituito nel 1845 per scorporo da quello di Malters.

## Monumenti e luoghi d'interesse
- Chiesa parrocchiale cattolica di San Vendelino, eretta nel 1833 e ricostruita nel 1879-1880[3];
- Cappella di Santa Maria nell'Eigental, eretta nel 1517 e ampliata nel 1581-1584, nel 1749-1753 e nel 1790[4].

## Società

### Evoluzione demografica
L'evoluzione demografica è riportata nella seguente tabella:
Abitanti censiti

## Geografia antropica
Il comune fa parte dell'area metropolitana di Lucerna.

## Economia
L'economia locale si basa prevalentemente sul settore primario e sul turismo nell'Eigental e sul Pilatus.